# Andrew Paton
Pour les articles homonymes, voir Paton.
Andrew Paton (5 avril 1833 - 23 octobre 1892) est un homme d'affaires et un homme politique québécois ayant favorisé le développement économique et la croissance démographique de Sherbrooke et de la région des Cantons-de-l'Est (Estrie) au Québec (Canada).